# Resolution 34 des UN-Sicherheitsrates
Die Resolution 34 des UN-Sicherheitsrates ist eine Resolution, die der Sicherheitsrat der Vereinten Nationen in der 202. Sitzung am 15. September 1947 beschloss.

## Inhalt
Mit der am 15. September 1947 verabschiedeten Resolution 34 des Sicherheitsrates der Vereinten Nationen wurden die Streitigkeiten zwischen Griechenland und Albanien, Jugoslawien und Bulgarien von der Tagesordnung des Rates gestrichen. Der Generalsekretär wurde gebeten, der Generalversammlung alle Protokolle und Dokumente im Zusammenhang mit dem Fall zur Verfügung zu stellen.

## Abstimmung
Die Resolution wurde mit neun gegen zwei Stimmen (Polen und Sowjetunion) angenommen.